# 科濟伊夫卡 (奧布希夫區)
50°4′38″N 30°41′27″E / 50.07722°N 30.69083°E
科濟伊夫卡（烏克蘭語：Козіївка）是位於烏克蘭北部的村莊，由基辅州奧布希夫區的奧布希夫市鎮負責管轄。該村始建於1050年，面積0.47平方公里，海拔高度110米，2001年人口117，人口密度每平方公里248.9人。